# Kethna Louis
Kethna Louis (født 5. august 1996) er en kvindelig haitiansk fodboldspiller, der spiller forsvar for franske Montpellier HSC i Division 1 Féminine og Haitis kvindefodboldlandshold.
Hun blev i juni 2023 udtaget til den officielle trup frem mod VM i fodbold 2023 i Australien/New Zealand for Haitis landshold.